# Croix de Bolnissi

Croix de Bolnissi.

Armes de Bolnissi.

La croix de Bolnissi est un symbole chrétien apparu au Sion de Bolnissi (Géorgie) au Ve siècle. Elle est devenue un symbole national du pays ornant depuis 2004 le drapeau de la Géorgie.
La croix pattée est souvent représentée inscrite dans un cercle, par exemple dans les armes de la municipalité de Bolnissi.